# اونترشنایدهایم
اونترشنایدهایم (به آلمانی: Unterschneidheim) یک شهر در آلمان است که در استالبکرایس واقع شده‌است. اونترشنایدهایم ۴٬۶۳۹ نفر جمعیت دارد.